# Amiot 143
L'Amiot 143 est un bombardier français bimoteur de la Seconde Guerre mondiale.

## Origine
Au moment où naissait en France une Armée de l'air autonome, le gouvernement français s'intéressait fortement au concept d'avion polyvalent inventé par le général italien Giulio Douhet : ce multiplace de combat devait assurer les missions de bombardement de jour comme de nuit ou de grande reconnaissance ; rapide, lourdement chargé de bombes et protégé de toutes parts par de nombreuses mitrailleuses, cet avion « trois en un » coûtait beaucoup moins cher et les crédits alloués à l’Armée de l'air naissante étaient maigres. Fin 1928 le STAé lança un programme de multiplaces de combat (M4) pour assurer le remplacement des bombardiers Lioré et Olivier LeO 20 et Farman F.60 datant de la fin de la Première Guerre mondiale. Ce programme donna naissance aux Blériot 137, Breguet 410, Farman F.211 (en), SPCA 30 et Amiot 140.

## Les versions
- Amiot 140M : Le premier des deux prototypes Amiot 140M prit l'air le 12 avril 1931, équipé de 2 moteurs Hispano-Suiza 12Nbr de 650 ch. Cet appareil entièrement métallique n’était pas très harmonieux, mais défendu par 5 mitrailleuses Lewis de 7,7 mm disposées de façon à couvrir le plus d’angles possibles. L’aile haute, cantilever, était dotée d’un profil très épais, permettant à l’équipage d’accéder aux moteurs en vol. Elle comportait une section centrale rectangulaire, sans dièdre et d’épaisseur constante, supportant les moteurs et, de chaque côté, la jambe amortie du train principal. Le fuselage est très étroit, avec d'avant en arrière un poste de mitrailleur avant, un pilote au niveau du bord d'attaque de l'aile et un poste de mitrailleur dorsal. Sous l'aile était installée, entre les jambes du train d’atterrissage fixe équipé de grosses roues carénées, une importante gondole vitrée avec le bombardier-navigateur à l'avant et un mitrailleur à l’arrière. La soute ventrale permettait de loger 912 kg de bombes. Il n'était pas prévu de commander en série cet appareil mais, comme ses concurrents, l'Amiot 140 devait permettre de mettre au point le futur multiplace de l'Armée de l'air.
- Amiot 141 : Projet d’évolution en 1932, non réalisé.
- Amiot 142 : Un prototype similaire à l’Amiot 143, commandé à titre comparatif avec des moteurs Hispano-Suiza 12Ybrs. Premier vol en janvier 1935.

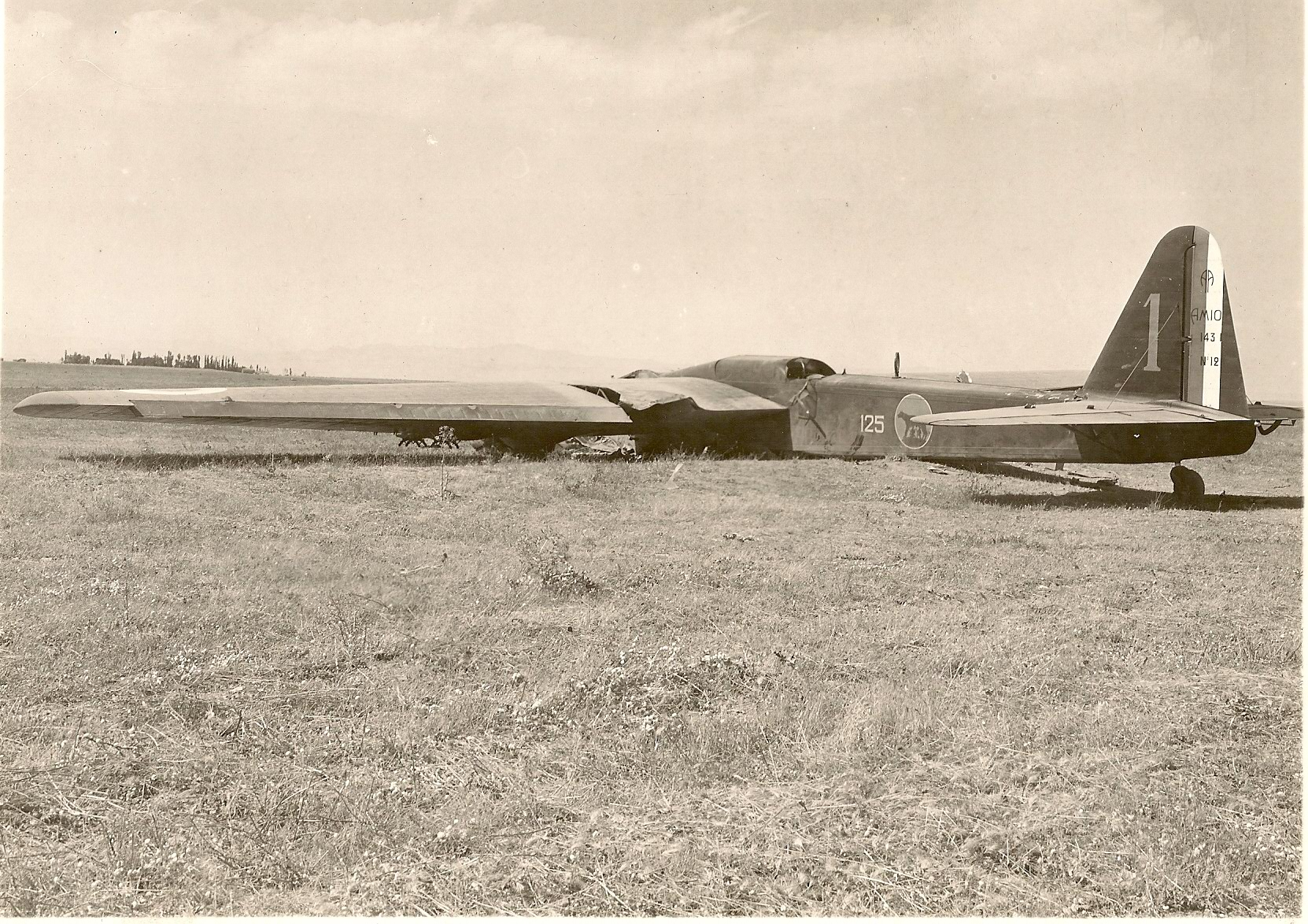
Amiot 143 no 125 crashé en Algérie à Sétif (Base Aïn-Arnat) en 1940. La mitrailleuse arrière, arrachée, pend sur le côté. L'avion a effectué un atterrissage « long » qui s'est achevé sur un muret en terre en extrémité de piste. L'avion a franchi le muret en laissant le train d'atterrissage arraché.

- Amiot 143 : En octobre 1933 le ministère de l’Air remplaça le programme de 1930 par le programme des multiplaces BCR (bombardement, chasse, reconnaissance). À titre intérimaire fut passée le 23 novembre 1933 une commande de 40 Amiot 140 à moteurs Gnome & Rhône 14 K de 870 ch. Deux appareils de présérie furent construits, le premier prenant l’air en août 1934. Les 10 premiers appareils recevaient 6 mitrailleuses Lewis de 7,7 mm : 1 dans la tourelle de nez (8 chargeurs de 97 cartouches), 2 dans le poste inférieur arrière (12 chargeurs) et 2 dans le poste dorsal (12 chargeurs), et une en position ventrale (6 chargeurs). À partir du no 11 la mitrailleuse ventrale fut supprimée et à partir du no 31 le fuselage fut allongé de 30 cm à l’avant et la tourelle supérieure avancée de 90 cm, les mitrailleuses Lewis étant remplacées par 3 MAC 1934 de 7,5 mm (12 chargeurs de 100 cartouches pour les postes arrière, 8 chargeurs pour la tourelle avant). Malgré son étroitesse, la soute permettait de charger 1 bombe de 500 kg, 4 bombes de 100 ou 200 kg, 8 bombes de 50 kg et 32 bombes incendiaires de 10 kg, plus 4 bombes de 100 ou 200 kg sous les ailes.

Ce sont 73 appareils supplémentaires, commandés en avril 1935, qui furent livrés entre avril et octobre 1936. La commande de 25 Amiot 144 ayant été convertie en autant d’Amiot 143, ce sont donc au total 138 appareils qui furent livrés à l’Armée de l'air.
- Amiot 144 : Un prototype sans tourelle avant mais avec train rentrant a pris l’air le 18 janvier 1936. 25 appareils furent commandés en septembre 1936, commande finalement convertie en autant d’Amiot 143.
- Amiot 145 : Projet à moteur Hispano-Suiza 14AA.
- Amiot 146 : Projet à moteur Gnome et Rhône 18 Lars
- Amiot 147 : Un appareil de série modifié avec des moteurs Hispano-Suiza 12Ydrs / 12Yfrs.
- Amiot 150 BE : Hydravion de bombardement, torpillage et reconnaissance (Bombardement-Exploration). Le prototype a volé le 18 septembre 1937 à Cherbourg avec le fuselage et l’empennage d’un Amiot 143, 2 Gnome & Rhône 14 Kdrs/grs de 740 ch, mais une voilure à saumons arrondis dont la surface passait à 110 m2 et une roulette arrière, l’atterrisseur devant être interchangeable. L’empennage fut ensuite modifié, devenant bidérive, mais le prototype fut endommagé au cours d’un atterrissage un peu dur le 3 juin 1939 et abandonné.

## En service
- France : Les 4 premiers appareils de série furent livrés au CRAS en juillet 1935 et 39 avaient été pris en compte par l’Armée de l'air fin décembre. Ces appareils permirent de remplacer à Chartres les LeO 20/206 du GB III/22 dès septembre 1935 puis du GB I/22 en janvier 1936. Les 73 appareils commandés en avril 1935 furent livrés entre avril et octobre 1936. Fin 1936 l’Amiot 143 équipait donc les GB III/12, III/21, I/22, II/22, I/34, I/35, et le 14e GAR, spécialisé dans les reconnaissances stratégiques. Les derniers exemplaires furent livrés à la 38e Escadre de bombardement.

L'État-major de l'Armée de l'air ayant le souci de montrer qu'elle n'oubliait pas les colonies, souhaitait organiser un certain nombre de missions outre-mer. C'est dans ce contexte que l'Amiot 143 no 100 [E327] décolla de Villacoublay le 20 octobre 1936 pour une mission de reconnaissance vers l'Indochine française. Utilisant les routes commerciales et les infrastructures des Imperial Airways, de KLM ou d'Air Orient, il regagna Villacoublay le 15 décembre après avoir visité Hanoï et Saïgon. 
L'étape suivante consistait à regrouper à Tunis une centaine d'appareils pour des manœuvres aériennes dans les territoires coloniaux fin 1937, et en particulier, d'envoyer 3 Amiot 143 à Madagascar. Or si la route de Madagascar était connue des équipages d'Air Afrique, elle était inhabituelle pour les militaires. Embarquer un équipage militaire sur un vol régulier semblant impossible, il fut donc décidé de louer un bimoteur à la compagnie aérienne. Simplement désarmé, l'Amiot 143 no 88 [E 312] reçut un certificat de navigabilité le 20 septembre 1937 avec immatriculation civile [F-AQDZ]. Dès le 16 septembre un équipage civil comprenant le pilote Lambert, le radio Faucher, et les mécaniciens Desseigne et Spinelli, effectuèrent des essais de prise en main en région parisienne. L'avion quitta Le Bourget le 21 septembre pour Marignane avec pour passagers les Capitaines Paul et Hucliez et le lieutenant Frébillot. Après une liaison Marignane-Alger en PSV, l'Amiot va gagner El Golea, Aoulef, Gao, Zinder, Fort Lamy, Bangui, Stanleyville, Elisabethville, Broken Hill, Tete et enfin Ivato avec un ravitaillement au Mozambique.
Arrivés le 2 octobre à Tananarive, les 7 hommes repartirent en sens inverse le 8 octobre et se posèrent sans encombre au Bourget le 14 octobre.

Lors des grandes manœuvres de l'automne 1937 en Afrique, un escadrille de 9 Amiot 143, sous le commandement du colonel de Turennes, effectue une croisière en Afrique-Occidentale française. À son retour à l'aérodrome de Paris-Le Bourget, le 9 décembre, elle est saluée par une prise d'armes ,.
Malgré les prévisions du Plan V de rééquipement de l'Armée de l'air, 91 Amiot 143 constituaient encore en août 1939, avec les Bloch 210, l’équipement de base du bombardement français, équipant les GB I/34 et II/34 du Bourget, GB II/35 de Lyon-Bron, GB I/38 et II/38 de Caen. 29 autres bimoteurs étaient dans les écoles et 6 stockés. 
Durant la Drôle de guerre la 34e Escadre effectua des lâchers de tracts et des reconnaissances sur l’Allemagne. Reconnaissant pourtant la vétusté de l’appareil, l’État-major décida en décembre 1939 de n’employer les Amiot 143 que de nuit et en mars 1940 les GB I/63 et II/63, dont le rééquipement sur Amiot 143 avait commencé au Maroc en avril 1939, reçurent des Martin 167F, les Amiot étant transférés à l’école de bombardement de Marrakech.
Lors de l'offensive allemande du 10 mai 1940, les Amiot 143 des 34 et 38e escadres effectuent des missions de nuit. Le 14 mai, les quatre GB I/34, II/34, I/38 et II/38 reçoivent l'ordre d'aller de jour bombarder les ponts de bateaux mis en place à Sedan dans la nuit et sur lesquels passent depuis l'aube les 1re, 2e et 10e Panzers conduites par le général Gudérian. Cette « mission de sacrifice » ne sert à rien par suite d'un malencontreux changement de l'objectif à atteindre et du comportement non conforme aux ordres donnés de plusieurs unités envoyées sur Sedan. Seuls quatre Amiot 143 des GB I/34 et II/34 effectuent complètement la mission ; l'appareil du commandant de Laubier, chef du GB II/34 est abattu au-dessus de Sedan.
45 avions ayant été détruits durant la campagne de France, on recensait 52 Amiot 143 en Zone libre à l’Armistice, et 25 en Afrique française du Nord. Les GB I/38 et II/38, repliés à Istres, les utilisèrent pour des missions de transport jusqu’en juillet 1941. Regroupés en Groupe de Marche pour participer à la campagne de Syrie, ces appareils regagnèrent la France pour constituer la 3e escadrille du GT I/15, formée le 14 juillet 1941 et transformée en GT III/15 en octobre suivant. 
Quelques appareils furent détruits par les Alliés débarquant en Afrique du Nord, mais le GT I/36 (ex III/15) utilisait encore 4 Amiot 143 durant la campagne de Tunisie en janvier 1943. Ils furent réformés début 1944 par manque de pièces détachées.
- Reich allemand : en novembre 1942 les Allemands récupérèrent 11 appareils en Zone libre, qui furent utilisés pour des missions secondaires, affectés au KG 200, qui semble avoir encore disposé de 3 machines entre février et juin 1944. Un appareil capturé par les Allemands a peut-être été cédé à l’aviation croate.
- Pologne : Quelques exemplaires furent utilisés en 1940 par un Régiment de marche polonais constitué avec des équipages réfugiés en France après l'invasion du pays par la Wehrmacht.